# طواف إسبانيا 2006
طواف إسبانيا 2006 هو سباق دراجات هوائية أقيم في إسبانيا بتاريخ 26 أغسطس - 17 سبتمبر، تكون السباق من 21 مرحلة وامتدّ لمسافة 3192 كم بسرعة 39.22 كم/س، استغرق السباق 81 ساعة 23 دقيقة 07 ثانية. فاز به أليكساندر فينوكوروف وحلّ ثانيا أليخاندرو بالبيردي.

## الترتيب
| م                     | الدرّاج              | البلد     | الزمن                     |
| --------------------- | ------------------- | --------- | ------------------------- |
| الفائز بالترتيب العام | أليكساندر فينوكوروف | كازاخستان | 81 ساعة 23 دقيقة 07 ثانية |
| الثاني                | أليخاندرو بالبيردي  | إسبانيا   |                           |
| الترتيب المركب        | أليكساندر فينوكوروف | كازاخستان | -                         |